# Танја Робертс
Викторија Ли Блум (енгл. Victoria Leigh Blum; Бронкс, 15. октобар 1955 — Лос Анђелес, 4. јануар 2021), познатија као Танја Робертс (енгл. Tanya Roberts), била је америчка филмска глумица. Њени најпознатији филмови су: Господар звери, Шина: Краљица џунгле и Поглед на убиство. Са висином од 1,73 cm и мерама 36-21-34, била је један од холивудских секс-симбола почетком осамдесетих година.

## Биографија
Одрасла је у Бронксу (Њујорк). Отац јој је био јеврејског, а мајка ирског порекла. Родитељи су јој се развели пре него што је кренула у средњу школу. Са 15 година напушта школу да би се удала и путује по САД ауто-стопом.
Враћа се у Њујорк да би радила као модел и учитељица плеса. Након неког времена среће студента психологије Барија Робертса и удаје се за њега. Док је Бари Робертс радио као сценариста, Танја Робертс почиње похађати часове глуме у Акторс студију Лија Стразберга и Јуте Хејген. Њен дебитантски филм био је Насилни улазак (1975), а годину дана касније добија улогу у филмској комедији Њам-њам девојке (1976). Њен муж касније прави сценаристичку каријеру и пар се сели у Холивуд.
Године 1980. изабрана је између 2.000 кандидата као заменa за глумицу Шели Хак у ТВ-серији Чарлијеви анђели. У филму Господар звери (из жанра „мач и мађија") из 1982. године глуми заједно са Марком Сингером. Исте те године, у циљу промовисања филма, слика се за Плејбој. Две године касније игра у авантуристичком филму Шина, краљица џунгле заснованом на стрипу Вила Ајзнера. Након тога се појављује као Бондова девојка у филму Поглед на убиство (1985) заједно са Роџером Муром у улози Џејмса Бонда.
Почетком деведесетих почиње да снима еротске трилере и у то време често је пореде са великом звездом тог жанра Шенон Твид. Касније глуми у ТВ-серијама као што су: Врућа линија (1994) и Веселе седамдесете (1998).
Преминула је 4. јануара 2021. године, иако су се појављивали извори по којима је умрла дан раније.

## Филмови
| Улоге Танје Робертс |                      |               |       |          |
| Година              | Српски назив         | Изворни назив | Улога | Напомена |
| 1975.               | Насилни улазак       |               |       |          |
| 1976.               | Њам-њам девојке      |               |       |          |
| 1978.               | Прсти                |               |       |          |
| 1979.               | Замка за туристе     |               |       |          |
| 1979.               |                      |               |       |          |
| 1979.               |                      |               |       |          |
| 1982.               | Господар звери       |               |       |          |
| 1984.               | Шина, краљица џунгле |               |       |          |
| 1985.               | Поглед на убиство    |               |       |          |
| 1990.               | Ноћне очи            |               |       |          |
| 1991.               |                      |               |       |          |
| 1992.               | Греси жудње          |               |       |          |

## ТВ серије
- Чарлијеви анђели (1980—1981)
- Врућа линија (1994—1996)
- Веселе седамдесете (1998—2006)